# Moos (Bühl)
Moos ist ein Stadtteil der badischen Stadt Bühl.

## Geographie

### Geographische Lage
Moos liegt in 127 Meter Höhe in der Rheinebene, rund sechs Kilometer westlich der Bühler Stadtmitte. Die Siedlung entstand auf dem Rest einer von Gewässern der Kinzig-Murg-Rinne geschaffenen Niederterrasse. Östlich davon verläuft der Acherner Mühlbach. Die Landschaft um den Ort ist durch Ackerbau bestimmt.

### Nachbardörfer
Folgende Dörfer grenzen an das Dorf Moos. Sie werden im Uhrzeigersinn beginnend im Norden genannt:
Hildmannsfeld (Rheinmünster), Oberbruch (Bühl), Balzhofen (Bühl) sowie Zell (Ottersweier), Unzhurst (Ottersweier), Scherzheim (Lichtenau) und Lichtenau.

## Geschichte

### Frühe Geschichte
Es wird angenommen, dass die Siedlung hochmittelalterlichen Ursprungs ist. Die erste Erwähnung ist in einer Urkunde des Klosters Schwarzach aus dem Jahr 1325 nachweisbar. An archäologischen Funden sind steinzeitliche Absplisse und vorrömische Scherben vorhanden. Der Name Moos leitet sich vom niederdeutschen Wort „Moor“ ab, was so viel bedeutet wie „sumpfige Niederung“. Er wird auf die Bodenbeschaffenheit der Gegend vor der Besiedlung zurückgeführt. Die Entwicklung der Siedlung ist vom Kloster Schwarzach bestimmt, in dessen Immunitätsbezirk Moos lag. Landesherren waren ab dem ausgehenden Mittelalter die Markgrafen von Baden.

### Eingemeindung
Am 1. Januar 1973 wurde Moos in die Stadt Bühl eingegliedert.

### Einwohnerentwicklung
Einwohnerzahlen nach Jahr sortiert.
| Jahr | Einwohner- zahlen |
| ---- | ----------------- |
| 1622 | 150               |
| 1661 | 162               |
| 1761 | 337               |
| 1789 | 394               |
| 1826 | 562               |
| 1839 | 596               |
| 1871 | 558               |
| 1900 | 545               |
| 1961 | 537               |
| 1970 | 600               |
| 2012 | 808               |